# Aankoop van Alaska

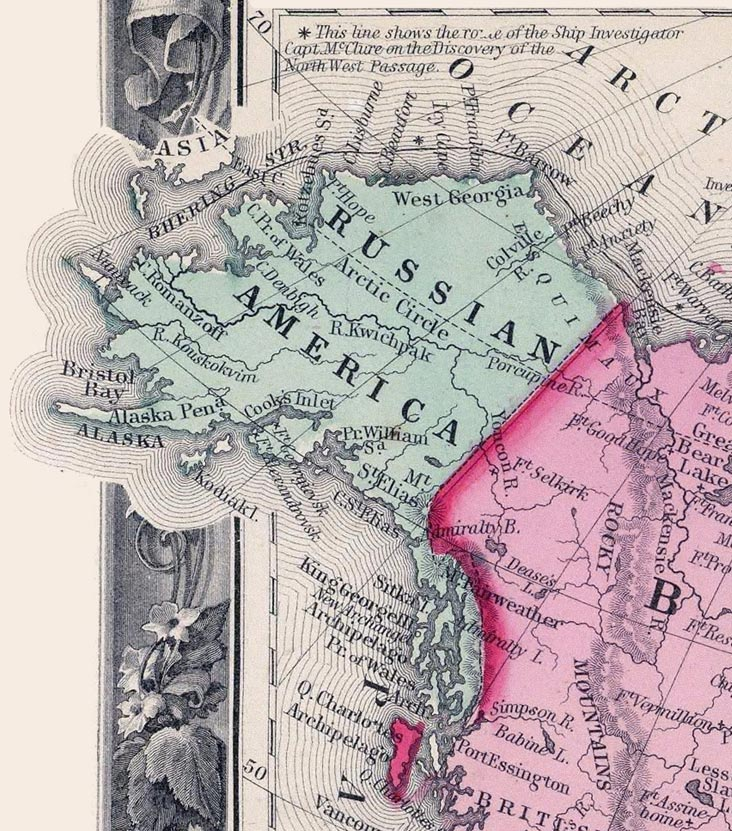
Alaska, oftewel Russisch Amerika in 1860

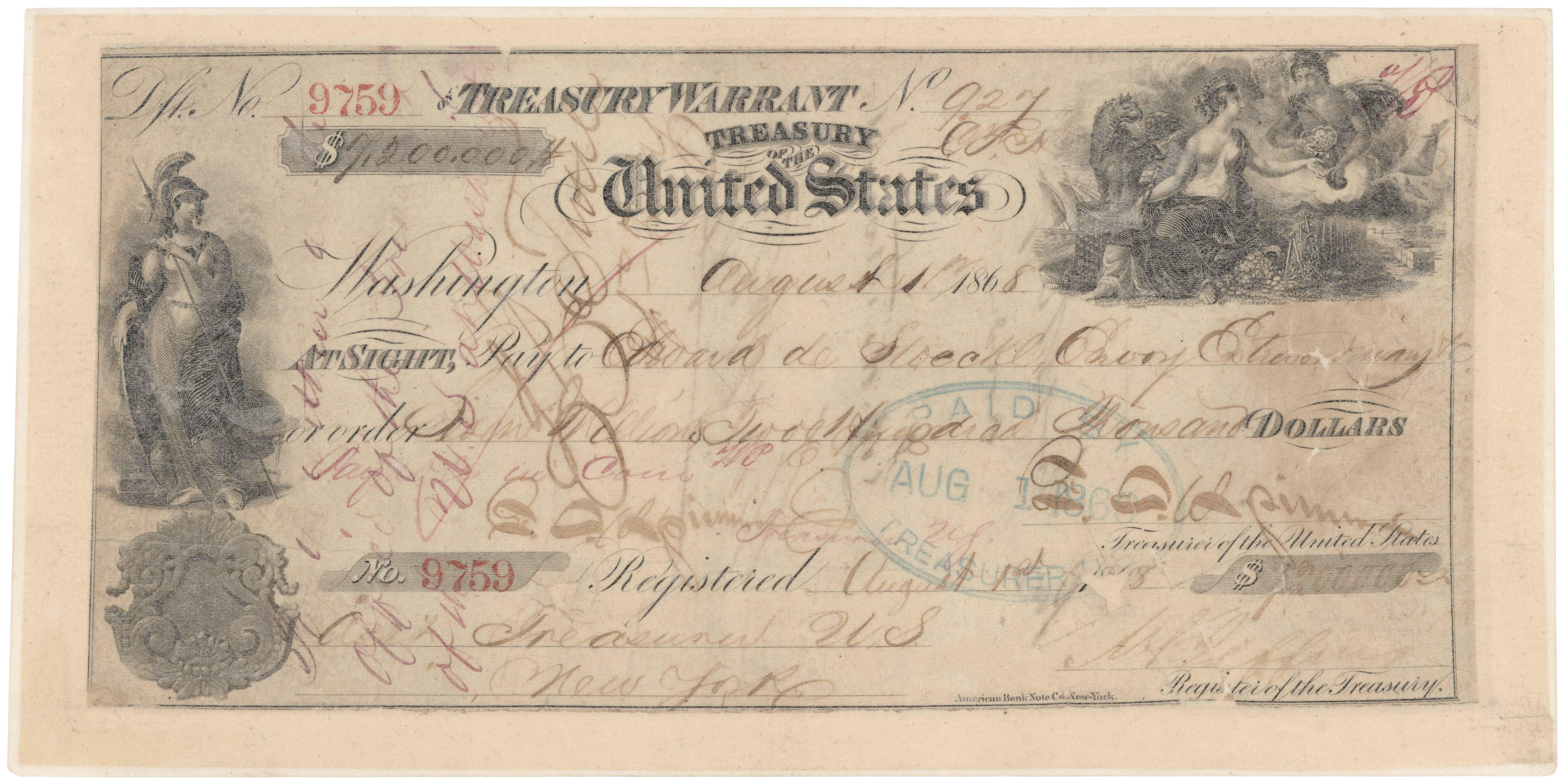
De cheque waarmee de aankoop werd gedaan, te zien in de Federal Hall in New York

De aankoop van Alaska vond plaats op 30 maart 1867. Hierbij werd het gebied, dat nu de staat Alaska omvat, door het Keizerrijk Rusland verkocht aan de Verenigde Staten. Het verkoopbedrag was 7,2 miljoen dollar (nu is de waarde van dat bedrag ongeveer 110 miljoen).
Voordat de aankoop plaatsvond was Alaska een Russische kolonie onder de naam Russisch-Amerika. Rond 1860 woonden er zo'n 3000 Russen in het gebied die grotendeels van de bonthandel leefden. Er waren in totaal 23 handelsposten. De kolonie was echter slecht te verdedigen en de angst bestond dat het gebied uiteindelijk ingenomen zou worden door het Verenigd Koninkrijk dat in die tijd Canada bezat. De Russische marine zou het gebied niet kunnen verdedigen mocht de Royal Navy besluiten het in te nemen. Daarnaast was het Russische Rijk ook nog in geldnood door de Krimoorlog (1853-1856). Verkoop had ook een nadeel aangezien Rusland haar enige overzeese kolonie kwijt zou raken en daarmee aan status zou inleveren.
Toch leek een verkoop aan de Verenigde Staten dus de beste optie. Verkoop aan het Verenigd Koninkrijk was minder aantrekkelijk. Beide landen waren rivalen en hadden net de Krimoorlog uitgevochten. Daarnaast was er het smeulende conflict in Centraal-Azië waarbij Rusland toegang tot de Indische Oceaan probeerde te krijgen. Deze strijd werd The Great Game genoemd. Rusland zat dan ook niet te wachten op een Brits gebied zo dicht bij Siberië. De Verenigde Staten waren daarmee de enige logische kandidaat.
Reeds voor de Amerikaanse Burgeroorlog had Rusland de Verenigde Staten al benaderd voor de verkoop. Na de oorlog werd de aankoop in de VS gezien als een morele oppepper voor het land. Tsaar Alexander de tweede gaf zijn diplomaat Eduard de Stoeckl de opdracht om met de Verenigde Staten te gaan onderhandelen over de verkoop van het gebied. De Amerikaanse president Andrew Johnson stuurde zijn minister van buitenlandse zaken William Seward eropuit om over de aankoop te onderhandelen. Op 30 maart om 10 uur 's ochtends werd de koop gesloten.
In de Verenigde Staten was enige scepsis over de aankoop. Velen zagen het nut niet van het woeste, onbegaanbare gebied. Ook de hoogte van het bedrag werd pas een jaar later door het Huis van Afgevaardigden goedgekeurd. Op 18 oktober 1867 werd het gebied overgedragen aan de Verenigde Staten. Sindsdien wordt op de laatste maandag van maart in Alaska Seward's Day gevierd, ter ere van de Alaska Purchase en de minister die dit mogelijk heeft gemaakt.

## Hay-Herbert-verdrag
In 1825 hadden de Russen al een grensverdrag gesloten met de Britten. De grens tussen Canada en Rusland liep toen grotendeels langs de 141ste lengtegraad. In het zuiden was de grens echter minder duidelijk gedefinieerd. Na de Alaska Purchase leidde dit tot een conflict tussen de Verenigde Staten en het Verenigd koninkrijk. Het conflict werd in 1903 opgelost door het Hay-Herbert-verdrag.